# Marjan Olfers
Marjan Harinck-Olfers (Haarlem, 8 april 1969) is een Nederlands juriste. Ze is vanaf 1 mei 2012 hoogleraar sport en recht aan de Vrije Universiteit te Amsterdam. Van juli 2011 tot april 2012 was ze lid van de Raad van Commissarissen van de Amsterdamse voetbalclub AFC Ajax.
Marjan Olfers is getrouwd met Thom Harinck. Op 29 januari 2009 promoveerde ze op een studie over Sport en mededingingsrecht. Daarnaast publiceerde zij over kwesties als staatssteun aan sportorganisaties en het uitbaten van televisierechten op sportwedstrijden.
Op 30 maart 2011 maakte het bestuur van AFC Ajax, onder wie Uri Coronel, bekend zijn functie binnen de club ter beschikking te stellen, als gevolg van een dreigende impasse na spanningen tussen de leiding van de club en clubicoon Johan Cruijff. De ledenraad stelde een commissie in en droeg Marjan Olfers, Edgar Davids, Johan Cruijff en Paul Römer voor als leden van de Raad van Commissarissen onder leiding van een voorzitter, Steven ten Have. De ledenraad ging akkoord en op 25 juli 2011 stemden de aandeelhouders voor aanstelling. Olfers werd unaniem gekozen als lid van de Raad van Commissarissen van AFC Ajax. Eind 2011 was er een vertrouwensbreuk tussen Johan Cruijff en Steven ten Have & co. Op 9 februari 2012 kondigde de Raad aan te zullen vertrekken. Op 26 maart 2012 stapte Ten Have op, samen met Paul Römer. De overige leden zouden aanblijven tot er nieuwe kandidaten waren voorgedragen. Olfers stapte in april 2012 op. 
Olfers is daarnaast juridisch adviseur van het Instituut Sportrechtspraak en bestuurslid van de Vereniging voor Sport en Recht, redactielid van het tijdschrift voor sport en recht en lid van de arbitragecommissie sportsponsoring. Zij is lid van de beroepscommissie van Bouwend Nederland. Zij maakte voorts deel uit van de taskforce "Voorkoming agressie op en rond voetbalvelden" en van de commissie die onderzoek deed naar de gang van zaken rond wielrenner Rasmussen.